# Emma Van Damme
Emma Van Damme is een personage uit de Vlaamse soap Thuis en uit de serie Secrets en wordt sinds 2012 gespeeld door Elise Roels.

## Fictieve biografie
Emma is de dochter van de huisarts Judith Van Santen en de overleden piloot Kurt Van Damme. Emma heeft één jongere broer: Stan Van Damme.
Als jonge tiener leert ze op het internet 'Guitarstar' kennen die haar lijkt te begrijpen en op wie ze verliefd wordt. Al snel wordt duidelijk dat dit geen jongen is maar een oudere man. Hij geeft haar de steun die ze mist sinds het overlijden van haar vader. Hij overhaalt haar ook om te strippen voor de webcam. Ze besluit met hem weg te lopen maar wordt na een week opgesloten en misbruikt. Haar moeder is in alle staten en probeert tevergeefs contact te zoeken met Emma. De ontvoerder blijkt Danny, politie-inspecteur en collega van Tim Cremers. Het is Tim die uiteindelijk bij toeval de puzzel rond krijgt en samen met Tom Emma weet te bevrijden uit de bergplaats waar Danny haar opsloot. Ze gaat vervolgens om tot rust te komen een paar maanden samen met haar moeder Judith naar Australië.  Haar broer Stan blijft in die periode bij de nieuwe partner van Judith, Tom De Decker. 
Nadien krijgt Emma het ook weer moeilijk als haar grootmoeder Geert Smeekens vermoord, en daarna zelf vermoord wordt door William De Greef. Voor Danny voor de rechtbank kan verschijnen, slaagt hij erin terug te ontsnappen en Emma een tweede maal te gijzelen, samen met de hoogzwangere Sam, in het atelier van de Kabouters. Hij wil Emma terug maar ook wraak op Tim. Emma wordt terug bevrijd, ditmaal door het ingrijpen van Toon Vrancken. Danny overleeft het niet. Vervolgens laat ze zich opnemen in een instelling voor een behandeling.
Na heel wat ups en downs (de nasleep van het misbruik, de breuk tussen haar moeder en Tom, een paar foute vrienden, ...) heeft Emma zichzelf opnieuw gevonden. Ze ontmoet Floris en krijgt een relatie met hem. Ze besluit na het middelbaar Sociaal Werk te gaan studeren omdat ze mensen wil helpen net zoals zij geholpen is geweest tijdens haar moeilijke periode.